# Fantomen på Operan
För andra betydelser, se Fantomen på operan.
Fantomen på Operan (franska Le Fantôme de l'Opéra) är en roman från 1910 av Gaston Leroux (1868-1927).
Den handlar om en karismatisk (men samtidigt sinnessjuk) man med ett djävulskt vanställt ansikte, men en änglalikt vacker röst. Han har sin hemliga boning vid en sjö under L'Opéra Garnier i Paris. På operan terroriserar han skådespelarna, men uppvaktar (och förföljer) den unga, vackra och skönsjungande skandinaviska körsångerskan Christine Daaé. Han lyckas driva den latinska operasångerskan La Carlotta, den bästa av sopran-solisterna, till vansinne så att hon en kväll lämnar operan och därmed ger Christine möjligheten att ta över hennes roll. Detta blir dock för mycket för sopranen som, rädd att någon annan skall ta hennes plats, återvänder kvällen därpå.
Men Fantomen, som denne man kallas (hans riktiga namn är Erik), kräver att Christine skall få fler huvudroller och galen av kärlek till henne, kidnappar han Christine för att göra henne till sin brud. En ung vicomte vid namn Raoul de Chagny tvingas ta upp jakten för att rädda henne.
Romanen översattes till svenska av Ulla Hornborg. Sir Andrew Lloyd Webber och Charles Hart gjorde 1986 en musikal av historien. Den har spelats i över 100 städer i 17 länder (däribland på Oscarsteatern i Stockholm). Man uppskattar att den har setts av mer än 70 miljoner människor. Lloyd Webber har också producerat en filmversion, Fantomen på Operan, år 2004. Men den första musikalversionen av boken gjordes redan år 1974, Phantom of the Paradise i regi av Brian De Palma.
Boken sägs vara inspirerad av den svenska operasångerskan Kristina Nilssons liv. Vid flera tillfällen uppträdde operasångerskan på Parisoperan.

## Filmatiseringar i urval
- Das Gespenst im Opernhaus (1916) med Nils Olaf Chrisander och Aud Egede-Nissen[9]
- Fantomen på Stora operan (1925) med Lon Chaney, Sr,[10][11][12] Norman Kerry och Mary Philbin.
- Fantomen på Stora operan (1943) med Claude Rains[13][14] och Susanna Foster.
- The Climax (1944), från början tänkt som en uppföljare till Universals filmatisering från 1943, med Boris Karloff[15] och Susanna Foster.
- Fantomen på Stora operan (1962) med Herbert Lom[16] och Heather Sears.
- The Phantom of the Paradise (1974) rockmusikal i regi av Brian De Palma, med William Finley.[7]
- The Phantom of the Opera (1983) med Maximilian Schell[17]
- The Phantom of the Opera (1988) med Aiden Grennell[18]
- The Phantom of the Opera (1989) med Robert Englund[19] och Jill Schoelen.
- The Phantom of the Mall: Eric's Revenge (1989) med Derek Rydall[20]
- Fantomen på Stora operan (1990) (TV) med Charles Dance,[21] Teri Polo, Adam Storke och Burt Lancaster.
- The Phantom of the Opera (1991) med David Staller[22]
- The Phantom of the Ritz (1992) med Joshua Sussman[23]
- The Phantom Lover (1995) med Leslie Cheung Kwok-wing[24]
- Il Fantasma dell'opera (1998), regisserad av Dario Argento, med Julian Sands[25] och Asia Argento.
- Fantomen på Operan (2004), filmatisering av Andrew Lloyd Webber och Charles Harts musikal, i regi av Joel Schumacher, med Gerard Butler,[6] Patrick Wilson och Emmy Rossum.

## Böcker i urval
- Phantom (Mannen bakom masken) av Susan Kay
- The Trap-door Maker av Pete Bregman
- The Angel of the Opera av Sam Siciliano
- Musikens Ängel av Eva Gullberg
- Maskerade av Terry Pratchett
- The Phantom of Notre Duck av Carl Barks
- The Underground of the Phantom of the Opera av Jerrold Hogle
- The Making of the Phantom of the Opera av Philip Riley
- The Complete Phantom of the Opera av George Perry
- The Kindaichi case files: The opera house murders av Yozaburo Kanari och Fumiya Sato
- Deception: A phantom of the opera novel av Shirley Yoshinaka
- Angel of music: Tales of the phantom of the opera av Carrie Hernandez
- The Phantom of Manhattan av Frederick Forsyth
- Unmasqued: An erotic novel of the Phantom of the Opera av Colette Gale

## Scenuppsättningar i urval
- The Phantom of the Opera av Andrew Lloyd Webber och Charles Hart
- Phantom of the Opera av Ken Hill
- Phantom av Maury Yeston och Arthur Kopit